# Laos na Mistrzostwach Świata w Lekkoatletyce 2023
Laos na Mistrzostwach Świata w Lekkoatletyce 2023 – reprezentacja Laosu podczas mistrzostw świata w Budapeszcie liczyła jedną zawodniczkę.

## Skład reprezentacji

### Kobiety
| Zawodniczka      | Konkurencja   | Eliminacje | Eliminacje | Półfinał | Półfinał | Finał | Finał   | Źródło |
| Zawodniczka      | Konkurencja   | Wynik      | Pozycja    | Wynik    | Pozycja  | Wynik | Pozycja | Źródło |
| ---------------- | ------------- | ---------- | ---------- | -------- | -------- | ----- | ------- | ------ |
| Silina Pha Aphay | bieg na 100 m | 12,67      | 49.        | NQ       | NQ       | NQ    | NQ      | [ 1 ]  |